# Banco de horas
Banco de horas, no direito trabalhista, corresponde a um sistema de flexibilização da jornada diária de trabalho, de modo a permitir a compensação de horas trabalhadas fora da jornada contratada.

## Direito brasileiro
Originariamente a CLT dispunha no § 2º do artigo 59 que o adicional exigido, incidente sobre a hora extraordinária, poderia ser dispensado se, por força de acordo ou contrato coletivo, o excesso de horas em um dia fosse compensado pela correspondente diminuição em outro dia, de maneira que a não exceder o horário normal da semana e nem fosse ultrapassado o limite máximo de dez horas diárias.
Esta era a redação original do parágrafo segundo do artigo 59 da CLT:
“§ 2º Poderá ser dispensado o acréscimo de salário se, por força de acordo ou contrato coletivo, o excesso de horas em um dia for compensado pela correspondente diminuição em outro dia, de maneira que não exceda o horário normal da semana nem seja ultrapassado o limite máximo de dez horas diárias..”
Ou seja, já existia a possibilidade de compensar as horas extras realizadas sem ter de pagar o adicional correspondente, ocorre que não havia previsão legal estabelecendo um prazo para que a empresa cumprisse esta obrigação. 
A Lei 9.601/98 entra no mundo jurídico alterando o parágrafo 2º do artigo 59 e também inclui o parágrafo 3º ao mesmo artigo.
Nesta alteração estabeleceu um prazo para cumprimento, por parte do empregador, da compensação de horas. Entendem alguns doutrinadores que este é o embasamento legal para o chamado banco de horas. 
Foi alterada, assim, a redação do parágrafo 2º:
“ § 2º Poderá ser dispensado o acréscimo de salário se, por força de acordo ou convenção coletiva de trabalho, o excesso de horas em um dia for compensado pela correspondente diminuição em outro dia, de maneira que não exceda, no período máximo de cento e vinte dias, à soma das jornadas semanais de trabalho previstas, nem seja ultrapassado o limite máximo de dez horas diárias..”
O prazo máximo para a compensação era 120 dias. Prazo este alterado posteriormente pela MP nº 2164/41 que determinou, em relação ao prazo de cumprimento da obrigação de compensar as horas extras, sem pagamento do adicional, período máximo de um ano.
“ § 2o  Poderá ser dispensado o acréscimo de salário se, por força de acordo ou convenção coletiva de trabalho, o excesso de horas em um dia for compensado pela correspondente diminuição em outro dia, de maneira que não exceda, no período máximo de um ano, à soma das jornadas semanais de trabalho previstas, nem seja ultrapassado o limite máximo de dez horas diárias.”
Assim, encerrando-se o prazo do banco de horas, que é de máximo um ano, eventual saldo positivo será pago ao trabalhador, com o acréscimo legal, porém, em relação às horas eventualmente devidas pelos empregados, estas não poderão ser descontadas dele.

### Características
Esse sistema de banco de horas pode ser utilizado, por exemplo, nos momentos de pouca atividade da empresa para reduzir a jornada normal dos empregados durante um período, sem redução do salário, permanecendo um crédito de horas para utilização quando a produção crescer ou a atividade acelerar, ressalvado o que for passível de negociação coletiva (convenção ou acordo coletivo).
Se o sistema começar em um momento de grande atividade da empresa, a jornada de trabalho poderá ser entendida além da jornada normal (até o limite máximo da décima hora diária) durante o período em que o alto volume de atividade permanecer. 

### Formatação
O banco de horas não pode ser implantado por meio de acordo individual firmado entre empregador e empregado. Conforme dispõe o item V da Súmula nº 85 do Tribunal Superior do Trabalho (TST), para implantação do regime de compensação chamado "banco de horas" é obrigatória a negociação coletiva, ou seja, o Banco de horas não pode ser instituído por meio de acordo individual, ou sem que seja previsto na convenção coletiva da categoria ou Acordo Coletivo de Trabalho.(Súmula nº 85, item V do TST - Resolução TST nº 174/2011).
Entretanto, a partir da vigência da Reforma Trabalhista (Lei 13.467/2017) no ordenamento jurídico pátrio, ocorre relevante alteração quanto ao entendimento da aplicação deste instituto. Anteriormente poderia ser implantado tão somente por meio de negociação coletiva. Agora, conforme dispõe a regra atual no art. 59, § 5º da CLT, compreende-se válido que não há mais a necessidade da participação de ente sindical para que se possa aplicar a compensação Banco de Horas, podendo ser sim implantada por meio de acordo individual entre empregado e empregador. Conforme dispõe a referida norma ainda, quando este regime for pactuado de modo individual deve ser observado o prazo de 6 meses para a compensação de horas excedentes.

Confira abaixo o artigo mencionado:

O banco de horas de que trata o § 2o deste artigo poderá ser pactuado por acordo individual escrito, desde que a compensação ocorra no período máximo de seis meses. (BRASIL, 2017).
Observe que o chamado "banco de horas" nada mais é do que uma forma de acordo de compensação tornando a jornada de trabalho mais flexível, no entanto sua implantação exige o atendimento de alguns requisitos além dos observados no acordo "clássico" de compensação de jornada. 
Normalmente, a implantação do "banco de horas" visa tanto o interesse da empresa (por exemplo: aumento ou redução da produção) como o interesse do empregado (por exemplo: necessidade de se ausentar do trabalho). De qualquer forma, ainda que o banco de horas seja previsto no acordo coletivo da categoria deve prevalecer o bom senso, a fim de evitar excessos que venham a afetar a saúde e a vida social do trabalhador.

## Rescisão
Mencionamos acima que foi incluído, pela Lei nº 9.601, de 21.1.1998, o § 3º ao artigo 59. referido parágrafo estabelece que na hipótese de rescisão do contrato de trabalho sem que tenha havido a compensação integral da jornada extraordinária, na forma de banco de horas, como descreve o parágrafo 2º analisado acima, então o trabalhador fará jus ao pagamento das horas extras não compensadas, sendo estas calculadas, com o adicional minimo de 50% incidente sobre o valor da remuneração na data da rescisão.

## Vantagens
Não poderá ocorrer redução do salário no período de redução de horas, bem como não será devido pagamento de adicional de horas extras quando houver jornada elastecida.
A vantagem para o empregador é a diminuição de custos em períodos de alta produção.
Para os empregados o sistema pode reduzir ou evitar demissões em períodos de baixa produção, mediante a concessão de folgas e sem prejuízo ao salário, para compensar horas já trabalhadas, ou que serão repostas no futuro.
Também poderá gerar folgas individuais ou coletivas, em situações especiais, ou entre dias feriados e finais de semana.